# 369 Aerija
369 Aerija (mednarodno ime je 369 Aeria) je asteroid tipa M v glavnem asteroidnem pasu. 

## Odkritje
Asteroid je odkril francoski astronom A. Borrelly 4. julija 1893  v Marseillu. 
Imenuje se po zraku, enemu izmed štirih grških elementov.

## Lastnosti
Asteroid Aerija obkroži Sonce v 4,31 letih. Njegova tirnica ima izsrednost 0,097, nagnjena pa je za 12,706° proti ekliptiki. Njegov premer je 60,0 km, okoli svoje osi se zavrti v 4,787 h .